# Stazione di Otoshibe
La stazione di Otoshibe (落部駅?, Otoshibe-eki) è una piccola fermata ferroviaria priva di personale situata nella cittadina di Yakumo, in Hokkaidō, Giappone, servita dalla linea principale Hakodate della JR Hokkaido.

## Linee
JR Hokkaido
■ Linea principale Hakodate

## Struttura
La stazione è dotata di due marciapiedi a isola con due binari passanti in curva di superficie.

## Stazioni adiacenti
| «                         | Servizio                  | »                         |
| Linea principale Hakodate | Linea principale Hakodate | Linea principale Hakodate |
| ------------------------- | ------------------------- | ------------------------- |
| Ishikura                  | Locale                    | Nodaoi                    |
| Mori                      | Rapido Iris               | Yakumo                    |